# Diócesis de Limón
La diócesis de Limón (en latín: Dioecesis Limonensis) es una circunscripción eclesiástica de la Iglesia católica en Costa Rica. Se trata de una diócesis latina, sufragánea de la arquidiócesis de San José. Desde el 21 de marzo de 2015 su obispo es Javier Gerardo Román Arias.

## Territorio y organización
La diócesis tiene 9189 km² y extiende su jurisdicción sobre los fieles católicos de rito latino residentes en la provincia de Limón.
La sede de la diócesis se encuentra en la ciudad de Limón, en donde se halla la Catedral del Sagrado Corazón de Jesús.
En 2021 en la diócesis existían 17 parroquias agrupadas en 3 vicarías foráneas:
Vicaría San Marcos
- Sagrado Corazón de Jesús, Catedral de Limón
- San Daniel Comboni, Barrio Cieneguita de Limón
- San Francisco Javier, Barrio Limón 2000
- Santiango Apóstol, Amubri de Telire, cantón de Talamanca
- San Vicente de Paul, Valle de la Estrella, cantón de Limón
- San Antonio de Padua, Bri Bri de Bratsi, cantón de Talamanca

Vicaría San Lucas
- Nuestra Señora de Guadalupe, Batán de Matina
- Patriarca San José, Siquirres
- Santa Teresita del Niño Jesús, El Cairo de Siquirres
- Inmaculada Concepción de María, Guácimo

Vicaría San Mateo
- San Isidro Labrador, Jiménez de Pococí
- Santa Rita de Casia, La Rita de Pococí
- -Inmaculada Concepción de María, Cariari de Pococí
- María Auxiliadora, Roxana de Pococí
- Sagrado Corazón de Jesús, Guápiles de Pococí
- San Isidro Labrador, Campo 2, Cariari
- San Rafael Arcángel, La Colonia, Guápiles

## Historia
El vicariato apostólico de Limón fue erigido el 16 de febrero de 1921 con la bula Praedecessorum Nostrorum del papa Benedicto XV, derivando el territorio de la diócesis de San José de Costa Rica, que a la vez fue elevada al rango de arquidiócesis metropolitana.
En 1951 se inauguró la catedral.
El 21 de agosto de 1961 se amplió incorporando el cantón de Turrialba de la provincia de Cartago, que pertenecía a la arquidiócesis de San José de Costa Rica.
En 1991 la catedral sufrió graves daños tras un terremoto. Dados los costos prohibitivos de la reconstrucción, se emprendió la construcción de una nueva catedral.
El 30 de diciembre de 1994, en virtud de la bula Cum Vicariatus Apostolicus del papa Juan Pablo II, el vicariato apostólico fue elevado a diócesis.
El 24 de mayo de 2005 cedió el cantón de Turrialba para la erección de la diócesis de Cartago mediante la bula Saepe contingit del papa Benedicto XVI.
El 17 de enero de 2017 san Vicente de Paúl fue confirmado como patrono de la ciudad y diócesis de Limón.

## Estadísticas
Según el Anuario Pontificio 2022 la diócesis tenía a fines de 2021 un total de 333 330 fieles bautizados.
| Año                                                                             | Población            | Población | Población      | Sacerdotes | Sacerdotes    | Sacerdotes    | Bautizados por sacerdote | Diáconos permanentes | Religiosos | Religiosos | Parroquias |
| Año                                                                             | Bautizados católicos | Total     | % de católicos | Total      | Clero secular | Clero regular | Bautizados por sacerdote | Diáconos permanentes | Varones    | Mujeres    | Parroquias |
| ------------------------------------------------------------------------------- | -------------------- | --------- | -------------- | ---------- | ------------- | ------------- | ------------------------ | -------------------- | ---------- | ---------- | ---------- |
| 1949                                                                            | 60 100               | 75 250    | 79.9           | 11         | 1             | 10            | 5463                     |                      | 11         |            | 6          |
| 1966                                                                            | 120 000              | 140 000   | 85.7           | 14         | 5             | 9             | 8571                     |                      | 9          | 30         | 9          |
| 1970                                                                            | 118 809              | 134 955   | 88.0           | 29         | 19            | 10            | 4096                     |                      | 10         | 33         | 13         |
| 1976                                                                            | 147 562              | 167 562   | 88.1           | 17         | 10            | 7             | 8680                     |                      | 8          | 31         | 15         |
| 1980                                                                            | 152 350              | 184 082   | 82.8           | 19         | 9             | 10            | 8018                     |                      | 21         | 33         | 15         |
| 1990                                                                            | 223 762              | 265 559   | 84.3           | 28         | 16            | 12            | 7991                     |                      | 12         | 45         | 16         |
| 1999                                                                            | 319 857              | 383 402   | 83.4           | 41         | 29            | 12            | 7801                     |                      | 13         | 42         | 19         |
| 2000                                                                            | 326 000              | 390 000   | 83.6           | 40         | 33            | 7             | 8150                     |                      | 8          | 44         | 20         |
| 2001                                                                            | 327 401              | 409 251   | 80.0           | 38         | 31            | 7             | 8615                     |                      | 8          | 42         | 20         |
| 2002                                                                            | 327 401              | 409 251   | 80.0           | 40         | 34            | 6             | 8185                     |                      | 7          | 40         | 20         |
| 2003                                                                            | 333 580              | 427 667   | 78.0           | 38         | 31            | 7             | 8778                     |                      | 9          | 49         | 20         |
| 2004                                                                            | 348 591              | 446 912   | 78.0           | 36         | 30            | 6             | 9683                     |                      | 7          | 45         | 21         |
| 2013                                                                            | 263 453              | 323 000   | 81.6           | 23         | 20            | 3             | 11 454                   |                      | 4          | 32         | 15         |
| 2016                                                                            | 273 394              | 335 162   | 81.6           | 23         | 21            | 2             | 11 886                   |                      | 3          | 31         | 15         |
| 2019                                                                            | 322 316              | 449 781   | 71.7           | 31         | 27            | 4             | 10 397                   |                      | 6          | 39         | 16         |
| 2021                                                                            | 333 330              | 465 140   | 71.7           | 35         | 31            | 4             | 9523                     |                      | 5          | 32         | 17         |
| Fuente: Catholic-Hierarchy, que a su vez toma los datos del Anuario Pontificio. |                      |           |                |            |               |               |                          |                      |            |            |            |

## Episcopologio
- Agustín Blessing Presinger, C.M. † (16 de diciembre de 1921-1 de febrero de 1934 falleció)
- Carlos Alberto Wollgarten, C.M. † (28 de enero de 1935-28 de abril de 1937 falleció)
- Juan Paulo Odendahl Metz, C.M. † (10 de febrero de 1938-13 de enero de 1957 falleció)
- Alfonso Hoefer (Höfer) Hombach, C.M. † (7 de enero de 1958-15 de noviembre de 1979 renunció)
- Alfonso Coto Monge  † (7 de marzo de 1980-30 de diciembre de 1994 renunció)
- José Francisco Ulloa Rojas (30 de diciembre de 1994-24 de mayo de 2005 nombrado obispo de Cartago)
- José Rafael Quirós Quirós (2 de diciembre de 2005-4 de julio de 2013 nombrado arzobispo de San José de Costa Rica)
- Javier Gerardo Román Arias, desde el 21 de marzo de 2015